# State of the Nation
State of the Nation är en singel av New Order från 1986. Låten är udda som New Order-singel eftersom låtens titel förekommer i texten, och dessutom i refrängen.